# Algerische Eishockeynationalmannschaft
Die algerische Eishockeynationalmannschaft gehört dem algerischen Eishockeyverband Algerian Ice & Inline Hockey Association an und vertritt diesen bei internationalen Wettbewerben.

## Geschichte
Die algerische Eishockeynationalmannschaft wurde gegründet, nachdem eine wachsende Anzahl von Spielern algerischer Herkunft am professionellen Spielbetrieb in Frankreich und Großbritannien teilnahmen. Die Nationalmannschaft nahm erstmals 2008 an einem internationalen Eishockeyturnier teil, als sie vom 16. bis 20. Juni in Abu Dhabi, Vereinigte Arabische Emirate, im Arab Cup of Ice Hockey auf die Nationalmannschaften Kuwaits, Marokkos, sowie des Gastgebers traf. Ihr erstes Länderspiel verloren die Algerier gegen Kuwait deutlich mit 2:8. Auch in den folgenden beiden Gruppenspielen sowie dem Halbfinale und dem Spiel um Platz 3 unterlag die algerische Nationalmannschaft ihren jeweiligen Gegnern und schloss das Turnier sieg- und punktlos auf dem vierten und letzten Platz ab. Dennoch wurde der Algerier Harond Litim mit elf Scorerpunkten zum Most Valuable Player des Turniers gewählt.
Ihr Trainingslager im Mai 2009 nutzten die Algerier, um gegen den französischen Zweitligisten Viry-Châtillon Essonne Hockey zwei Testspiele zu bestreiten. Dabei konnten sie im zweiten Aufeinandertreffen nach einer zuvor deutlichen 3:11-Niederlage knapp mit 6:5 gewinnen und ihren ersten Sieg einfahren.
Im Dezember 2010 gab der algerische Verband bekannt, dass man eine Kooperation mit den Lee Valley Lions aus der English National League beschlossen habe.
Nach mehreren Jahren ohne Aktivität gab es 2017 drei Freundschaftsspiele gegen Marokko und Libanon in Laval, Kanada. Dabei konnte Algerien erstmals ein Spiel gewinnen (2:1 gegen Marokko am 20. September 2017).
Beim Development Cup 2022 trat Algerien erstmals bei einem von der IIHF abgesegneten Turnier an. Mit Siegen gegen Andorra und Portugal bei drei Niederlagen erreichte das Team den 4. Platz bei sechs Teilnehmern.

## Bekannte Spieler
- Yassine Fahas
- Harond Litim

## Platzierungen

### Arab Cup of Ice Hockey
- 2008: 4. Platz
- 2023: 5. Platz